# شرکت مالی توسعه اوکیناوا
شرکت مالی توسعه اوکیناوا (انگلیسی: Okinawa Development Finance Corporation) شرکت دولتی خدمات مالی و بانکداری ژاپنی است، که در سال ۱۹۷۲ تأسیس شد.